# Orthographie

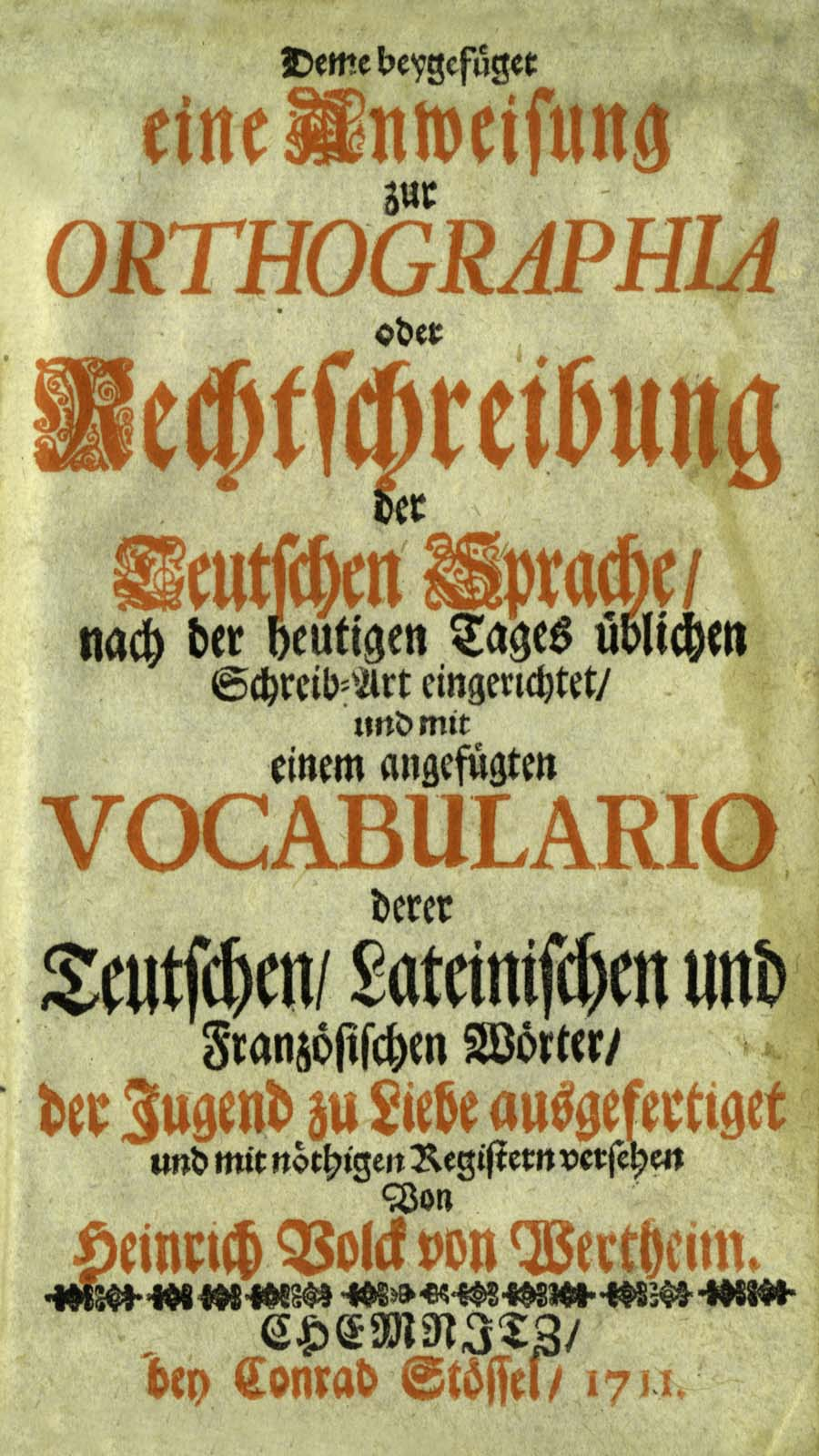
Orthographia, 1711

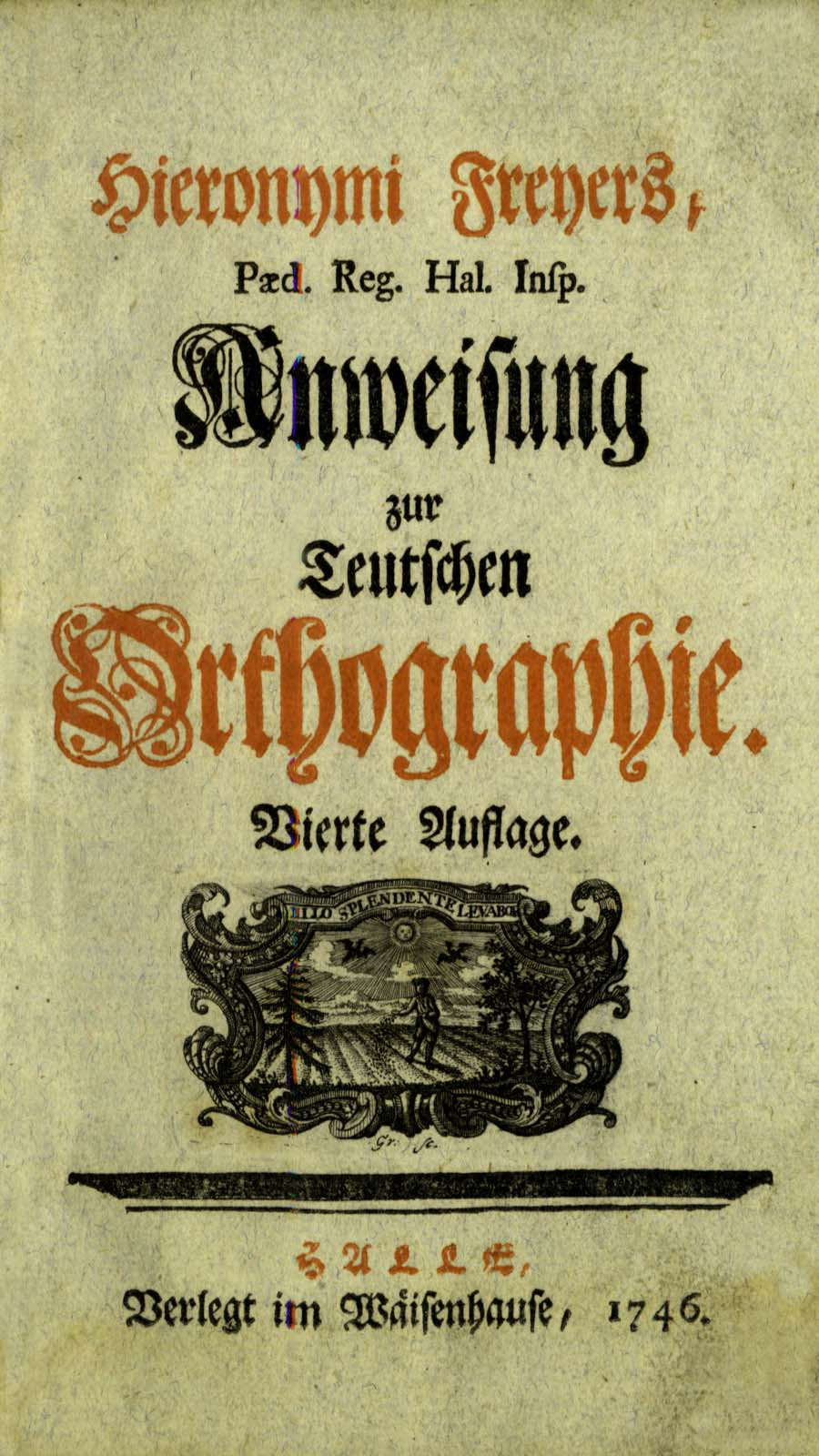
Ein frühes Lehrbuch der Orthographie, 1746

Die Orthographie (auch Orthografie; von lateinisch orthographia, altgriechisch ὀρθός orthós (aufrecht, richtig) und -graphie) oder Rechtschreibung ist die allgemein übliche Schreibweise der Wörter (bzw. Morpheme), Silben oder Phoneme einer Sprache in der verwendeten Schrift. Eine davon abweichende Schreibung wird allgemein als Rechtschreibfehler bezeichnet. Orthographie ist zudem „jede Methode, die Laute einer Sprache auf eine Menge von Schriftsymbolen abzubilden“ und wird auch als Bezeichnung für das Gebiet der Sprachwissenschaft verwendet, das sich mit diesem Gegenstand beschäftigt.

## Rechtschreibung in Alphabetschriften
Bei der Rechtschreibung in Alphabetschriften unterscheidet man zwei grundlegend unterschiedliche Ansätze:
- die phonemische Rechtschreibung (flache Orthographie), die eine möglichst einfache Beziehung zwischen Lautfolge und Schriftbild anstrebt („schreibe, wie du sprichst“), wobei im Idealfall ein Graphem genau einem Phonem entspricht (Rechtschreibung mit 1:1-Entsprechung), und
- die morphophonemische Rechtschreibung (tiefe Orthographie), die grammatische und darüber hinaus auch oft sprachgeschichtliche (etymologische) Ableitungsbeziehungen zwischen verschiedenen Wörtern und insbesondere zwischen den konjugierten, komparierten oder deklinierten Formen eines Wortes sichtbar werden lässt.

Der phonemische Ansatz bezieht sich gewöhnlich auf nur eine Standardvarietät der jeweiligen Sprache. In diesem Sinne überwiegend phonemisch ist die Orthographie zum Beispiel des Bulgarischen, Finnischen, Georgischen, Italienischen, Serbischen, Spanischen und Türkischen. Die Orthographie des Spanischen etwa ist für das kastilische Spanisch eher phonemisch als beispielsweise für das argentinische oder das kubanische (die sich beide freilich keineswegs als nachrangige Dialekte, sondern eben als die argentinische bzw. kubanische Hochsprache begreifen).
Besonders fällt die stark etymologisch geprägte morphophonemische Orthographie des Englischen auf. Im Englischen kann eine Buchstabenfolge (z. B. ough) vier oder mehr verschiedene Aussprachen haben; umgekehrt kann eine bestimmte Lautfolge viele verschiedene Schreibweisen haben, je nachdem, in welchem Wort sie vorkommt, z. B. der Laut [⁠ʃ⁠] (stimmloser postalveolarer Frikativ, „sch“) als ocean, fish, action, sure usf.
Bemüht um eine Reform der englischen Rechtschreibung haben sich unter anderem der Mönch Ormin, der im 13. Jahrhundert auf Mittelenglisch das Ormulum verfasste, und George Bernhard Shaw im 20. Jahrhundert, der ein Preisgeld für eine vereinfachte Schreibung aussetzte, das Ronald Kingsley Read 1959 mit dem sogenannten Shaw-Alphabet gewann.
Auch das Französische schreibt sich entschieden etymologisch. Stellte Frankreich seine Orthographie auf eine rein phonemische Grundlage, wäre die Familienähnlichkeit des Französischen mit den übrigen romanischen Sprachen kaum mehr zu erkennen. Im Französischen kann ein Laut zahlreiche verschiedene Schreibweisen haben (z. B. die Graphemfolgen au, aud, auds, ault, aulx, aut, auts, aux, eau, eaud, eaux, haut, hauts, ho, o, ô, od, ods, oh, os, ot, ots).

## Prinzipien der Rechtschreibung im Deutschen
Die Orthographie des Deutschen hat sowohl phonemische als auch morphophonemische Elemente (nicht dargestellte Auslautverhärtung, e/ä-Schreibweise u. a.), allerdings mit nur relativ wenigen etymologischen Schreibweisen (eine Ausnahme bilden viele neuere Fremdwörter und einige Homophone). Insbesondere bei Entlehnungen aus dem Englischen wird die Schreibweise nur selten an das deutsche Lautbild angepasst (Keks, Streik, aber nicht (Korn-)Fleks, Kompjuter, Marschmello u. ä.). Allerdings wurden mit der Rechtschreibreform von 1996 auf diesem Gebiet einige Eindeutschungen eingeführt (z. B. Ketschup, Portmonee), die aber nicht konsequent durchgeführt wurden (z. B. Butike mit e am Ende für Boutique [buˈtiːk], Orthografie mit th für Orthographie [ɔʁtoɡʁaˈfiː]), nicht konsequent fortgeführt wurden und zum Teil wieder gestrichen wurden (z. B. Ketschup).
Eine Übersicht über die Rechtschreibprinzipien im Deutschen findet man unter Bezug auf die Forschungsliteratur bei Garbe, der folgende Unterscheidungen trifft:
- 1. phonologisches Prinzip: eindeutige Zuordnung von Graphemen und Phonemen; so werden der sogenannte Ich-Laut und der Ach-Laut beide mit der Buchstabenfolge <ch> oder <Ch> wiedergegeben, da sie das gleiche Phonem realisieren;
- 2. graphemisches Prinzip: Beibehaltung tradierter Schreibweisen, zum Beispiel des sogenannten Dehnungs-e;
- 3. morphologisches Prinzip (auch: etymologisches Prinzip genannt): Wörter, denen die gleiche Grundform zugrunde liegt, werden entsprechend gestaltet: Gast – Gäste (statt: *Geste);
- 4. semantisches Prinzip: Wörter, die gleich klingen, aber verschiedene Bedeutung haben, werden auch verschieden geschrieben: Lied – Lid;
- 5. syntaktisches Prinzip: hier wird unter anderem die Großschreibung am Satzanfang und der Substantive genannt sowie die Rolle der Interpunktion für die Satzgliederung;
- 6. pragmatisches Prinzip: hierher gehört die Großschreibung der Anredepronomina.

Unter dem graphemischen Prinzip führt Garbe auch den Fall an, dass bei Saal – Säle im Plural die Doppelschreibung des Vokals vermieden wird, andernorts als „ästhetisches Prinzip“ angeführt.